# Imposition forfaitaire sur les pylônes
Lire en ligne

Lire sur Légifrance

L'imposition forfaitaire sur les pylônes (TFP-PYL) est un impôt perçu en France au profit des communes instauré par la loi du 10 janvier 1980 sur les pylônes électriques de haute tension.

## Caractéristiques
Il est institué en faveur des communes une imposition forfaitaire annuelle sur les pylônes supportant des lignes électriques à haute tension dont la tension est au moins égale à 200 kilovolts (lignes HTB).
En 2025, le montant de cette imposition forfaitaire est fixé à :
- 3 235 € pour les pylônes supportant des lignes électriques dont la tension est comprise entre 200 et 350 kilovolts
- 6 461 € pour les pylônes supportant des lignes électriques dont la tension est supérieure à 350 kilovolts.

Ces montants sont révisés chaque année proportionnellement à la variation, constatée au niveau national, du produit de la taxe foncière sur les propriétés bâties (TFPB) constatée au niveau national.
La taxe est recouvrée par voie de rôle, sur déclaration établie par le redevable.
Le montant total de l'imposition forfaitaire est passible des frais d'assiette et de recouvrement prévus au II de l'article 1641 du Code général des impôts (CGI).

### Redevables
La taxe est due par l'exploitant de lignes électriques donc pour la France métropolitaine, RTE,  qui gère le réseau public de transport d'électricité haute tension

### Évolution du montant de l'imposition
| Année | 200 à 350 kV | >350 kV  | Total         |
| 1980  | 1 000 F      | 2 000 F  |               |
| 1981  | 1 200 F      | 2 400 F  |               |
| 1982  | 1 464 F      | 2 928 F  |               |
| 1983  | 1 771 F      | 3 543 F  |               |
| 1984  | 2 135 F      | 4 271 F  |               |
| 1985  | 2 405 F      | 4 810 F  |               |
| 1986  | 2703 F       | 5409 F   |               |
| 1987  | 3 004 F      | 6 011 F  |               |
| 1988  | 3 248 F      | 6 499 F  |               |
| 1989  | 3 529 F      | 7 062 F  |               |
| 1990  | 3 723 F      | 7 450 F  |               |
| 1991  | 4 035 F      | 8 074 F  |               |
| 1992  | 4 383 F      | 8 771 F  |               |
| 1993  | 4 784 F      | 9 573 F  |               |
| 1994  | 5 175 F      | 10 355 F |               |
| 1995  | 5 589 F      | 11 182 F |               |
| 1996  | 5 891 F      | 11 786 F |               |
| 1997  | 6 392 F      | 12 728 F |               |
| 1998  | 6 670 F      | 13 345 F |               |
| 1999  | 6 984 F      | 13 973 F |               |
| 2000  | 7 221 F      | 14 446 F |               |
| 2001  | 7 580 F      | 15 165 F |               |
| 2002  | 1 203 €      | 2 406 €  |               |
| 2003  | 1 285 €      | 2 570 €  |               |
| 2004  | 1 371 €      | 2 741 €  |               |
| 2005  | 1 437 €      | 2 874 €  |               |
| 2006  | 1 506 €      | 3 012 €  | 171 000 000 € |
| 2007  | 1 575 €      | 3 150 €  | 182 000 000 € |
| 2008  | 1 634 €      | 3 268 €  | 189 000 000 € |
| 2009  | 1 702 €      | 3 404 €  | 197 398 000 € |
| 2010  | 1 824 €      | 3 647 €  | 211 407 000 € |
| 2011  | 1 914 €      | 3 827 €  | 221 882 000 € |
| 2012  | 2 002 €      | 4 002 €  | 232 071 000 € |
| 2013  | 2 076 €      | 4 149 €  | 242 284 000 € |
| 2014  | 2 146 €      | 4 289 €  | 239 910 000 € |
| 2015  | 2 198 €      | 4 393 €  | 245 697 000 € |
| 2016  | 2 254 €      | 4 504 €  | 252 519 000 € |
| 2017  | 2 318 €      | 4 631 €  | 259 643 000 € |
| 2018  | 2 368 €      | 4 730 €  | 265 543 000 € |
| 2019  | 2 428 €      | 4 850 €  | 272 310 000 € |
| 2020  | 2 543 €      | 5 080 €  | 285 053 000 € |
| 2021  | 2 601 €      | 5 196 €  | 291 427 000 € |
| 2022  | 2 669 €      | 5 331 €  | 299 106 000 € |
| 2023  | 2 800 €      | 5 592 €  | 313 015 000 € |
| 2024  | 3 074 €      | 6 140 €  | 343 413 000 € |
| 2025  | 3 235 €      | 6 461 €  |               |

### Bénéficiaires
À l'origine, la taxe est perçue au profit des seules communes. Actuellement, cette taxe peut être perçue au profit d'un établissement public de coopération intercommunale (EPCI) à fiscalité propre, sur délibérations concordantes de l'EPCI et de la commune membre sur le territoire de laquelle se trouvent les pylônes électriques.
Ces délibérations doivent être prises avant le 1er octobre, pour être applicables l'année suivante.

### Rendement
L'imposition forfaitaire sur les pylônes (TFP-PYL) payée par RTE s'élève à 343 M€ d'euros au titre de 2024.